# Argynnis asahidakeana
Argynnis asahidakeana is een vlinder uit de familie van de Nymphalidae. De wetenschappelijke naam van de soort is voor het eerst geldig gepubliceerd in 1926 door Shonen Matsumura.